# Сьяны
Сья́ны (Сья́новские каменоло́мни) — подмосковная система искусственных пещер-каменоломен из группы Новленских пещер.
Одна из крупнейших известных старинных систем на территории Российской Федерации, самая крупная в Московской области и 5-я по величине в России. Общая протяжённость ходов (только изученных) составляет 27 километров. В подобных каменоломнях добывался известняк для строительства «белокаменной» Москвы до конца XVII века, однако точной датировки года начала разработок нет. Находится в районе железнодорожной станции Ленинская Павелецкого направления, у деревни Старосъяново городского округа Домодедово, между деревнями Новленское и Новосьяново, в 12 км на юго-восток от МКАД. Соседствует с системой Кисели. Сьяны являются наиболее популярной из всех подмосковных систем. Здесь очень много как ориентиров и достопримечательностей, так и посетителей. По выходным систему посещают десятки и даже сотни человек, на Новый год — до 600 человек, а во время ежегодных праздников открытия и закрытия сезона — до двух тысяч.
С декабря 2020 года вход в каменоломни был перекрыт, но с 2022 года возможность дальнейших посещений пещеры туристами вновь появилась.

## История
Возникновение системы датируется не позднее XVII века, а наиболее активная разработка велась во второй половине XIX века. В начале XX века выработки велись лишь отдельными крестьянами и полностью прекратились к 1917 году. В 1960-е годы стали популярным местом в среде спелестологов, но в 1974 году властями были засыпаны все входы в систему. После 14 лет консервации, 3 июня 1988 года один из входов был вновь вскрыт энтузиастами. В 2007 году вход был капитально отремонтирован силами обитателей Сьян — вертикальная часть выложена бетонными кольцами, приварена стальная лестница. Позже была отреставрирована и горизонтальная часть — ход укреплён шпалами, обшитыми вагонкой и стальными листами.
По мнению историка архитектуры С. В. Заграевского, Сьяновская система, равно как и другие известные крупные старинные системы, теоретически может включать в себя разработки времён Древней Руси.

### Добыча белого камня
Подземным способом известняк разрабатывался в Подмосковье начиная с первой половины XIII века. Самыми давними и известными российскими каменоломнями являются Мячковские карьеры, которые были наделены с XV века статусом «государева каменного дела». Со временем, по примеру Мячкова, известняк стали добывать во многих других подмосковных местах, в том числе и в Сьянах.
Работы в штольнях вели преимущественно зимой, когда опасность завалов была минимальной, и когда местные крестьяне были свободны от полевых работ. Начинались подземные разработки с рытья ям до слоя известняка. Затем по слою пробивали, одновременно ведя добычу камня, горизонтальные выработки, называемые штольнями. Ширина их в забое составляла 7-8 метров, а высота достигала 2 метров. Добытые блоки вытаскивались на поверхность, а отходы плотно укладывали по бокам выработки. В центре штольни оставлялся проход шириной не менее 1,5 м, что позволяло транспортировать блоки довольно крупных размеров. Штольни не крепили, что удешевляло разработку и давало возможность делать сложно-ветвящиеся выработки.
По преданию, после прекращения камнедобычи заброшенные участки Сьяновских пещер использовались разбойниками для хранения награбленного. В 1935 году был произведён подрыв всех входов органами НКВД.

## Характеристики

### Размеры и расположение
Единственный открытый вход в Сьяновские каменоломни, под названием «Кошачий лаз», находится между деревней Старосьяново и рекой Пахрой, на её левом берегу, на территории городского округа Домодедово, в 12 км на юго-восток от МКАД. Согласно картам, составленным спелеологами, система ходов ветвится в основном на восток, северо-восток и немного на север и северо-запад от входа «Кошачий лаз». Таким образом, система размещена на левом берегу реки Пахры. Практически на всех известных картах изображено ещё 2 входа: Вход Центральный и Вход Беклешова (оба — в направлении на юго-восток от входа «Кошачий лаз»). Но оба эти входа засыпаны и до сих пор не были вскрыты.
По данным топографической съёмки, проводившейся в 1989—1993 годах А. Парфёновым и последующим досъёмкам, проводившимся в 2000-х годах, общая протяжённость известных штреков составляет около 19 км, что делает Сьяны самой крупной системой Московской области и 5-й по протяжённости в России. Раскопки новых ходов и лазов, засыпанных ещё во время разработки, продолжаются, и после новых измерений протяжённость со временем корректируется в большую сторону.
Высота тоннелей Сьяновской системы колеблется в пределах от 0,4 до 3,5 метров, глубина заложения — 25-30 метров.

### Микроклимат
Температура внутри пещер составляет 7-10 °C, относительная влажность — около 80 %. Данные показатели являются постоянными и не меняются в зависимости от погоды или времени года. Радиационный фон не превышает нормы.

## Внутренняя жизнь
Сьяновские каменоломни являются наиболее популярной из всех Подмосковных систем, и могут считаться полноценным туристическим объектом. Сотни любителей проводят там время на выходных. Некоторые энтузиасты проводят под землёй многие дни и даже недели. Больше всего Сьяны посещают зимой и летом; осенью и весной — меньше, из-за высокой влажности. В Сьянах выработалась своя, особая, внутренняя жизнь. Спелеологами и любителями были созданы подробные карты ходов и «достопримечательностей» Сьян. Многим тоннелям, комнатам и разным объектам даны оригинальные названия. Как правило они соответствуют различным знакам, рисункам, предметам и надписям на стенах пещер, оставленных там, чтобы лучше ориентироваться. Кроме обозначений, энтузиасты принесли туда предметы, необходимые там для обустройства долгого пребывания человека внутри. Например, различные ёмкости для сбора воды установили в местах, где она постоянно просачивается внутрь и капает с потолка, их также называют «водокапы». В просторных гротах установили столы и стулья — для отдыха и приёма пищи, а также разровняли места под спальни. Иногда в Сьянах устраивают совместные мероприятия, дискотеки и рок-концерты, для чего внутрь заносят звуковую аппаратуру.

### Правила безопасности
На входе в каменоломни есть тетрадь — журнал посещений. Все приходящие и уходящие отмечаются в журнале, для того чтобы спасатели потом могли ориентироваться по этим записям при поиске пропавших. Под землёй запрещёно раскладывать костры — это может привести к выделению угарного газа и удушению людей. При передвижении следует следить за потолком и не допускать ударов головой: это может привести к обвалу. Стены глушат звуки, и голоса человека слышны только на расстоянии 10 метров. При движении группы идущий первым должен быть опытным спелеологом, имеющим при себе карту. Замыкающий так же должен быть опытным, способным выбраться самостоятельно. Новички при движении должны следовать тем же маршрутом, что и идущие перед ними. Для приготовления еды обычно используются газовые и спиртовые горелки. При встрече путешественники в качестве приветствия говорят друг другу только «Доброго!», без указания времени суток, так как под землёй это не ощущается. Кроме того, негласные правила приличия запрещают сорить и светить встречному фонариком в лицо.

### Местные достопримечательности
Многие необычные места и предметы пещер получили свои названия и играют роль местных достопримечательностей. Так, на месте, где когда-то был найден человеческий скелет, теперь лежит Аристарх. Это имитация человека, которая лежит на каменном постаменте, подвешенном цепями к потолку. Аристарх является местным «божеством», «хранителем», и ему приносят «дары». В пещерах есть свои «привидения»: Двуликая и Белый Спелеолог.
Мле́чник, или Млечный путь — грот с необычным потолком. В. А. Чернобров пишет о нём: «Материал потолка, который отражает свет фонаря тысячами блёсток (и даже некоторое время светится в темноте фосфоресцирующим светом) действительно создаёт возвышенное настроение и ощущение внеземной красоты у всех присутствующих». Щу́чка, или Щучий лаз — узкий (несмотря на это, застрять в нём очень трудно) и длинный лаз (около 10 метров), который используют для получения «острых ощущений» (по легенде, для восстановления у всех проползших по нему памяти о своём рождении); Мышка, или Мышиный лаз — короткий и намного более узкий лаз; и грот Громова — вертикальный узкий лаз: примечателен тем, что вылезти из него намного труднее, чем залезть (по местной легенде, из него сотрудники МЧС однажды доставали незадачливого спелеолога с помощью гидравлических домкратов); Большой и Малый колонники — огромные пещеры с потолками под 3 метра. Имеется своеобразный храм, расписанный под старину и имеющий много икон и лампадок.

## Закрытие Сьяновских каменоломен
17 декабря 2020 года стало известно об инциденте с заблудившейся в Сьянах группе туристов: около 20:00 в поисково-спасательную службу МЧС поступило сообщение о группе из десяти детей, разминувшейся с инструктором и не сумевшей самостоятельно найти выход. Около 21:00 того же дня все дети были найдены и выведены на поверхность, никто не пострадал. На следующий день губернатор Московской области Андрей Воробьёв «по соображениям безопасности» поручил перекрыть вход в пещеру, а на прилегающей территории установить камеры видеонаблюдения. До 19 декабря навесы над колодцем, представлявшим собой единственный на тот момент доступный вход в систему, были разобраны, а сам колодец заварен арматурой. По заявлению властей, доступ в Сьяны в будущем может быть восстановлен в случае создания «безопасного маршрута».